# 10:20:40
10:20:40 es el décimo álbum de estudio del cantautor español Melendi, lanzado el 29 de noviembre de 2019. El título del álbum, 10:20:40 hace referencia al número de discos de Melendi (10), sus años de carrera musical (20) y su edad (40), en el momento de publicación del trabajo.

## Recepción
El 18 de octubre de 2019, lanzó el primer sencillo del álbum, «El Ciego» junto al dúo colombiano Cali y El Dandee. Unas semanas después, el 1 de noviembre de 2019, dio a conocer el segundo sencillo «Casi», a la vez que puso en la preventa el CD. Las dos semanas anteriores al lanzamiento de 10:20:40 se pudieron conocer los temas «Tan tonto cómo tú» y «Adiós soledad».

## Lista de canciones
| 10:20:40 |                                   |          |  |
| N.º      | Título                            | Duración |  |
| 1.       | «El ciego» (con Cali y El Dandee) | 2:50     |  |
| 2.       | «Una noche para siempre»          | 3:55     |  |
| 3.       | «Sin remitente»                   | 4:07     |  |
| 4.       | «Tan tonto cómo tú»               | 4:00     |  |
| 5.       | «89 grados Fahrenheit»            | 3:30     |  |
| 6.       | «Casi»                            | 4:30     |  |
| 7.       | «La chica perfecta»               | 3:25     |  |
| 8.       | «Adiós soledad»                   | 4:04     |  |
| 9.       | «Hace falta un milagro»           | 3:53     |  |
| 10.      | «Ni error ni tontería»            | 3:03     |  |
| 11.      | «Síndrome de Estocolmo»           | 4:37     |  |
| 39:53    |                                   |          |  |